# Kružno pojačanje u elektronskim kolima
Kod pojačavača sa povratnom spregom ili reakcijom, kako se povratna sprega često naziva, signal na ulazu pojačavača ne zavisi samo od signala pobude, već i od signala koji je vraćen sa izlaza na ulaz. Na ovaj način, pored prenosa signala od ulaza ka izlazu, kod pojačavača sa povratnom spregom obezbeđen je i povratni tok ili reakcija signala od izlaza prema ulazu i njegovo dejstvo na ulazu. Unilateralnom pojačavaču dodato je kolo preko koga se signal sa izlaza pojačavača vraća na ulaz i sabira sa ulaznim signalom. Ovo kolo se naziva kolo povratne sprege. 

## Istorija
U potrazi za rešenjem pojačavača sa stabilnim pojačanjem koji bi se koristio u telekomunikacionim primopredajnicima Harold Blek je, radeći u laboratorijama Bell Telephone System, 1928. godine patentirao negativnu povratnu spregu. Danas se različite forme tehnike povratne sprege koriste u gotovo svim elektronskim sistemima. Termin povratna sprega (engl. feedback) toliko se odomaćio da je ušao i u opšte rečnike. Ovde se govori o konceptu povratne sprege koji je od neprocenjive koristi u projektovanju elektronskih pojačavača. Međutim, ovaj koncept koristi se i u drugim oblastima, a posebno u sistemima automatskog upravljanja.
Primenom negativne povratne sprege smanjuje se pojačanje pojačavača ili, preciznije rečeno, pojačanje pojačavača se podešava na željenu vrednost, ali se, u željenom smeru, modifikuju i mnoge druge karakteristike pojačavača. Korišćenjem negativne povratne sprege može se proširiti frekvencijski propusni opseg pojačavača i smanjiti nelinearna izobličenja koja unosi pojačavač. Primenom negativne povratne sprege mogu se modifikovati i ulazna i izlazna otpornost pojačavača. Uz sve to, negativna povratna sprega smanjuje osetljivost pojačanja pojačavača na promene parametara komponenti koje su korišćene u njegovoj realizaciji, kao i osetljivost pojačanja na spoljašnje uticaje kao što je promena temperature i dr. Korišćenjem tehnike povratne sprege moguće je na jednostavan način, dakle ekonomično, realizovati pojačavač visokih performansi pri čemu se ne zahteva visoka linearnost i preciznost sastavnih delova ovakvog pojačavača.

## Vrste povratne sprege
Pojačanje pojačavača sa povratnom spregom, Ar, može, po apsolutnoj vrednosti, biti manje ili veće od pojačanja pojačavača bez povratne sprege A. Kada je  povratna sprega je negativna. Drugim rečima, negativna povratna sprega smanjuje pojačanje, tj. pojačanje pojačavača sa negativnom reakcijom manje je po apsolutnoj vrednosti od pojačanja pojačavača bez reakcije.
Pozitivna povratna sprega povećava pojačanje pojačavača, tj. pojačanje pojačavača sa pozitivnom reakcijom veće je po apsolutnoj vrednosti od pojačanja pojačavača bez reakcije. Da bi reakcija bila negativna, moduo funkcije reakcije mora biti veći od 1 (1+ βA > 1) .

## Kružno pojačanje
Obilježimo signal na ulazu u pojačavač sa X, na izlazu pojačavača sa Xo, a na ulazu pojačavača zajedno sa povratnom spregom sa Xi. Na ulazu kola povratne sprege imamo izlazni signal iz pojačavača Xo, a na izlazu kola preko koga se ostvaruje povratna sprega signala je Xr. Kolo povratne sprege na ulaz pojačavača je priključeno tako da je:
Dakle, signal na ulazu pojačavača jednak je zbiru ulaznog i vraćenog signala. U zavisnosti od toga šta je ulazni i šta izlazni signal (napon ili struja) prenosna funkcija A može biti: pojačanje napona Au, pojačanje struje Ai, prenosni otpor Rm ili prenosna provodnost Gm. Prenosnu funkciju povratnog kola nazivamo koeficijent povratne sprege. U zavisnosti od toga šta je Xo i Xr, ona je: odnos dva napona (slabljenja napona) odnos struja (slabljenje struje), povratni otpor ili povratna provodnost. 
U opštem slučaju prenosna funkcija ne mora biti realna. Ona može biti vrlo složena funkcija, naročito, ako je pojačavač složen, ako se sastoji iz više pojačavačkih stepeni. Međutim, da bi uprostili analizu i bolje shvatili suštinu povratne sprege analizirati ćemo povratnu spregu u području srednjih frekvencija u kom je pojačanje realna veličina sa znakom + ako je izlazni signal u fazi sa ulaznim, odnosno se znakom -, ako je izlazni pomjeren za 180° u odnosu na ulazni. Isto tako ćemo smatrati da je i β realna veličina sa znakom + ako su u povratnom kolu ne mijenja faza, a sa znakom -, ako se faza mijenja za 180°. Osim toga, ograničićemo se na analizu kola kod kojih možemo smatrati da se kroz pojačavač signal prenosi samo od ulaza ka izlazu, a kroz kolo povratne sprege samo od izlaza na ulaz pojačavača. Pretpostavićemo još da faktor povratne sprege ne zavisi od otpora generatora i potrošača.
Analizom poslijednje jednačine se vidi da pojačanje pojačavača sa povratnom spregom zavisi od proizvoga βA. Ovaj proizvod nazivamo kružnim pojačanjem pojačavača. Otkačimo na ulazu povratnu spregu, i izračunajmo pojačanje od ulaza pojačavač do izlaza iz kola povratne sprege.
Budući da je izlaz kola povratne sprege vezan za ulaz pojačavača i na taj način načinjen zatvoren krug, to se proizvod pojačanja βA naziva: kružno pojačanje.
0 < βA < 1
Uzmimo sada da je βA veličina veća od nule - pozitivna veličina, ali manja od jedinice. Tada je imenitelj na desnoj strani jednačine za pojačanje kola sa reakcijom Ar, manji od jedinice, pa je pojačanje sa povratnom spregom veća od pojačanja pojačavača bez povratne sprege. U tom slučaju vraćeni signal sa izlaza ima veću fazu kao i ulazni signal, pa je signal na samom ulazu u pojačavač povećan, što dovodi do povećanja i izlaznog napona.
Povratnu spregu kod koje je βA pozitivno i vraćeni signal pozitivan nazivamo pozitivnom povratnom spregom. Ukoliko je kružno pojačanje veće, toliko je pojačanje sa povratnom spregom Ar veće. Najveće pojačanje će se imati kada je kružno pojačanje βA jednako jedinici. Tada je imenitelj u jednačini za Ar jednak nuli, pa je pojačanje Ar beskonačno veliko. To znači da ulazni signal može biti jednak nuli, a da ipak, na izlazu postoji signal. Drugim riječima, pojačavač sam sebe pobuđuje, te se pretvara u oscilator.
βA > 1
Za βA > 1, pojačanje sa povratnom spregom je suprotnog znaka od pojačanja pojačavača bez povratne sprege, što znači da izlazni napon promjeni fazu zaπradijana. Fizički to nema smisla. Da bismo vidjeli šta će tada da se desi počnimo ponovo da povećavamo povratnu spregu polazeći od βA = 0. Odražavamo pri tome konstantan dovedeni ulazni signal. Povećavajući βA, odnosno povećavajući vraćeni signal, sve je veći signal na ulazu pojačavača A pa će biti veći signal i na izlazu. Rastući, amplituda izlaznog signala će dostići veličinu napona napajanja, pa daljim povećanjem povratne sprege tj. povećanjem vraćenog signala, izlazni signal se ne može povećavati.
Da bi pokazali koliko negativna povratna sprega stabiliše pojačanje uzimamo da je kružno pojačanje negativno (negativna povratna sprega) i da je –βA>>1. Tada u izrazu 1-βA broj jedan možemo zanemariti, pa je kod takvog pojačanja sa negativnom povratnom spregom 
Kako β može biti stabilno, ako kolo povratne sprege ostvarimo pomoću otpora, to pojačanje pojačavača sa povratnom spregom sve dok je –βA >> 1 ne zavisi od promjene pojačanja A.
Pojačavač obično u sebi ima i reaktivne elemente, tako da pojačanje nije realna veličina. Isto tako i faktor povratne sprege ne mora biti realna veličina. Prema tome ni kružno pojačanje nije realna veličina. Zbog toga će oscilacije u pojačavaču biti one frekvencije pri kojoj je kružno pojačanje jednako jedinici (ili veće od jedinice), ali realno. Odnosno, one frekvencije pri kojoj je vraćeni signal u fazi sa pobudnim signalom. 
Kružno pojačanje ne treba da je veće od jedinice, ili bar ne mnogo veće od jedinice, jer tada pojačavač radi u oblasti zakrivljenosti svoje prenosne karakteristike, pa će oscilacije biti izobličene. Oscilator će, pored osnovnog harmonika, davati i više harmonike. Ukoliko se za oscilator upotrijebi pojačavač sa oscilatornim kolima, oscilatorno kolo (ili oscilatorna kola) će prigušiti više harmonike. Ovakvi oscilatori mogu raditi i sa jačom povratnom spregom. 
Nije dobro ni kada je kružno pojačanje jednako jedinici. Tada je povratna sprega kritična, pa će bilo kakve promjene parametara elemenata u oscilatoru, koje dovede do smanjenja kružnog pojačanja učiniti da oscilator prestane sa radom, jer će povratna sprega biti nedovoljna za održavanje oscilacija. 
Na kraju možemo izvesti opšti zaključak: povratna sprega mora biti takva da je kružno pojačanje za male signale veće od jedinice (βA > 1), kako bi pojačavač radio stabilno, ali ne i suviše veće od jedinice, kako izlazni signal ne bi bio izobličen.

## Literatura
- Elektronika III: Sejfudin Agić Jasmina Omerdić
- Uvod u Elektroniku: V. Drndarević

## Spoljašnje veze
- Elektrotehnički fakultet Podgorica
- Jedan od najboljih domaćih sajtova Архивирано на веб-сајту  (25. април 2012)